# François Letellier (prêtre)
Pour les articles homonymes, voir François Letellier et Letellier.
François Letellier est un religieux et homme politique français né le 6 juin 1726 à Caen (Calvados) et décédé à une date inconnue.
Curé de Bonneuil, il est député du clergé aux états généraux de 1789 pour le bailliage de Caen. Il s'occupe de questions financières. Il refuse de prêter serment, et émigre en 1793.

## Sources
- « François Letellier (prêtre) », dans Adolphe Robert et Gaston Cougny, Dictionnaire des parlementaires français, Edgar Bourloton, 1889-1891 [détail de l’édition]